# Tobias Gemperlin
Tobias Gemperlin (efternamnet ibland även skrivet Gemperle eller Kemperle), född omkring 1550 och död omkring 1602, var en konstnär, troligen av schweizisk börd.
Gemperlin anlände 1576 eller 1577 till Danmark och tog tjänst hos Tycho Brahe på Ven. Sannolikt var det Gemperlin, som utförde den konstnärliga dekorationer på murkvadranten med Tycho Brahes porträtt på Uranienborg. Endast ett signerat porträtt av Gemperlins hand är känt - nämligen ett av Anders Sørensen Vedel målat 1578, som förvaras på Frederiksborg. Med utgångspunkt från detta har emellertid en hel serie porträtt tillskrivits Gemperlin, bland annat en familjebild i Bosjöklosters kyrkan, och en från Borgeby kyrka (nu i Lunds universitets historiska museum). Gemperlin skall även ha utfört altartavlan i Sankt Ibbs gamla kyrka.

## Fotnoter
1. ↑  Kunstindeks Danmark, Kunstindeks Danmark-ID: 6775, läst: 9 oktober 2017.[källa från Wikidata]
2. ↑  läs online, www.kulturarv.dk , läst: 11 december 2016.[källa från Wikidata]